# ガン・キムヨン
ガン・キムヨン（顔 金勇、Gan Kim Yong、1959年2月9日 - ）は、シンガポール共和国の政治家。現職はシンガポール共和国副首相。

## 経歴
1959年2月9日、シンガポール植民地で生まれる。新加坡公教中学、国家初級学院を経て、1985年、ケンブリッジ大学を卒業。
2008年4月1日、労働相代理に就任。2009年4月1日に就任。
2011年5月21日、保健相に転任。
2018年11月23日、人民行動党議長に就任 。
2021年5月15日、通商産業相に転任。
2024年5月13日、ローレンス・ウォンの後任として、シンガポール共和国副首相に任命された。 